# شینا یاسوتانه
شینا یاسوتانه (به ژاپنی: 椎名 康胤 しいな やすたね Shiina Yasutane); ۱ ژانویهٔ ۱۵۰۵ – ۱ مارس ۱۵۷۶) سامورایی از خاندان شینا، دایمیو در ولایت اتچو در دوره سنگوکو اهل ژاپن بود.
در ماه ژوئیه ۱۵۷۳، اوئه‌سوگی کنشین شینا یاسوتانه و جینبو ناگاموتو را تحت سلطه قرار داد و ولایت اتچو آرام شد.